# E͘
Cette page contient des caractères spéciaux ou non latins. S’ils s’affichent mal (▯, ?, etc.), consultez la page d’aide Unicode.
E͘ (minuscule : e͘), appelé E point suscrit à droite, est une lettre utilisée dans la transcription pe̍h-ōe-jī utilisé pour l’écriture de dialectes de Zhangzhou dont notamment le hokkien de Penang (en).
Elle est formée de la lettre E diacritée d’un point suscrit à droite.

## Utilisation
Le e͘ est utilisé comme symbole phonétique pour une voyelle courte fermée (e représentant une voyelle ouverte, comme le o͘ fermé et o ouvert), ainsi que ê͘ et ḗ͘ pour des voyelles longues ou dans la diphtongue âe̯͘, par Heinrich Baldes dans sa description du dialecte allemand de Birkenfeld publiée en 1895.

## Représentations informatiques
Le E point suscrit à droite peut être représente avec les caractères Unicode suivants :
- décomposé (latin de base, diacritiques) :

| formes    | représentations | chaînes de caractères | points de code | descriptions                                                 |
| --------- | --------------- | --------------------- | -------------- | ------------------------------------------------------------ |
| capitale  | E͘               | E◌͘                    | U+0045 U+0358  | lettre majuscule latine e diacritique point en chef à droite |
| minuscule | e͘               | e◌͘                    | U+0065 U+0358  | lettre minuscule latine e diacritique point en chef à droite |